# 觀峰玉
觀峰玉（学名：Fouquieria columnaris），又名柱狀福桂樹或柱狀福桂花，是福桂花屬下的一種樹。它們絕大部份都生長在下加利福尼亞半島，只有少數生長在索諾拉州。其英文名稱翻譯是「可怕的怪物樹」，是由戈弗雷·賽克斯（Godfrey Sykes）根據路易斯·卡羅（Lewis Carroll）的《猎鲨记》所取的。
觀峰玉的獨特分佈令墨西哥植物學家相信它們是被原住的塞里人移植至大陸內。不過塞里人相信若觸摸觀峰玉，就會引起颶風，故指他們移植觀峰玉仍然存疑。
觀峰玉厚達24厘米，樹枝生成直角，滿佈長1.5-4厘米長的細小葉子。它們可以生長高達20米。它們會在夏天及秋天開花。花序成短的總狀花序，花朵呈奶黃色及有蜜味。

## 保育狀況
其被列為《瀕危野生動植物種國際貿易公約》（CITES）附錄二的物種，被限制出口及貿易。

## 外部連結
- Germplasm Resources Information Network
- Boojum Rancho Santa Ana Botanic Garden （页面存档备份，存于）